# Abir Moussi
Abir Moussi (arabe : عبير موسي), née le 15 mars 1975 à Jemmal, est une avocate et femme politique tunisienne. 
Elle est la présidente du Parti destourien libre depuis 2016 et députée de 2019 à 2021. Opposante virulente à la fois du président tunisien Kaïs Saïed et du parti islamo-conservateur d'opposition Ennahdha, elle est arrêtée le 3 octobre 2023, et présente en août 2024, alors qu'elle est emprisonnée, sa candidature à l'élection présidentielle d'octobre.

## Biographie
Abir Moussi naît le 15 mars 1975 à Jemmal de Tijani Moussi, originaire de Béja et qui travaille à la sûreté nationale, et d'une mère institutrice (originaire du Sahel tunisien),,.

### Carrière professionnelle
Titulaire d'une maîtrise en droit (1998) et d'un DEA en droit des affaires (2003), elle devient avocate au barreau de Tunis. Elle est par ailleurs adjointe au maire de l'Ariana, présidente du comité des contentieux municipaux, membre du forum national des avocats du Rassemblement constitutionnel démocratique (RCD) et secrétaire générale de l'Association tunisienne des victimes du terrorisme.

### Carrière politique
Le 12 janvier 2010, elle est nommée secrétaire générale adjointe chargée de la femme au RCD. À la suite de la chute du régime du président Zine el-Abidine Ben Ali et à la dissolution du RCD en 2011, à laquelle elle s'oppose en tant qu'avocate, Abir Moussi rejoint le Mouvement destourien fondé par l'ancien Premier ministre Hamed Karoui.
Entre 2011 et 2014, elle se met cependant en retrait de la vie politique, affirmant avoir été « constamment harcelée pour avoir assumé des positions qui déplaisaient ».
Le 13 août 2016, elle est nommée présidente du Mouvement destourien, rebaptisé en Parti destourien libre. Ce dernier rassemble les sympathisants de l'ancien Rassemblement constitutionnel démocratique qui dominait le pays avant la révolution,, ce qui lui a parfois valu d'être qualifié d'extrême droite.
Abir Moussi prend ainsi la direction des nostalgiques de la dictature autoritaire de l'ancien président Ben Ali, sous lequel selon elle « il n'y avait ni chômage ni pauvreté », la révolution l'ayant fait tomber étant « un complot des Européens et des sionistes ». Elle ne reconnaît par conséquent pas la Constitution de 2014 et prône l'établissement d'un régime présidentiel.
Elle est élue députée de la deuxième circonscription de Tunis lors des élections législatives de 2019. Durant son mandat, son groupe parlementaire entrave à plusieurs reprises les travaux de l'Assemblée des représentants du peuple via un sit-in, comme lors du vote de la loi de finances en décembre 2019 ou encore en juillet 2020.
Elle est candidate à l'élection présidentielle de 2019. À l'issue du premier tour, elle obtient 4,02 % des voix et n'est donc pas qualifiée pour le second.
Toujours en juillet 2020, elle se trouve au cœur d'une polémique sur des propos tenus à son égard par l'humoriste Lotfi Abdelli.
En juin 2021, lors d'une session parlementaire, elle est victime d'une agression dont l'auteur est le député Sahbi Smara (indépendant proche de la Coalition de la dignité). Le même jour, elle est à nouveau agressée physiquement par Seifeddine Makhlouf, ce nouvel épisode de violence étant condamné par l'antenne des Nations unies à Tunis. 
Le 14 août 2021, Abir Moussi est réélue présidente du parti par le congrès national électoral.
Le 3 août 2024, Abir Moussi dépose sa candidature à l'élection présidentielle du 6 octobre.

### Positionnements

#### Sujets de société
Abir Moussi s'est déclarée opposée à la dépénalisation de l'homosexualité. Le 16 août 2018, l'ONG Aide de défense homosexuelle pour l'égalité des orientations sexuelles (ADHEOS) appelle à interdire l'espace Schengen à Abir Moussi à la suite de propos homophobes et incitant à la haine, dans lesquels elle demande l'emprisonnement systématique des homosexuels qu'elle associe à des criminels,. En septembre 2019, elle soutient par ailleurs la pratique du « test anal » pratiquée à l'encontre des homosexuels par les forces de l'ordre, s'il a lieu « à la suite d'une décision judiciaire ».
Bien que se revendiquant en faveur de l'égalité homme-femme en matière d'héritage, elle s'oppose en 2018 au projet du gouvernement sortant de la mettre en œuvre, jugeant que celui-ci, en étendant les droits aux enfants nés hors mariage, représente une atteinte à l'institution de la famille,,. La proposition de la Commission des libertés individuelles et de l'égalité (Colibe) d'introduire cette égalité tout en laissant le choix aux légataires d'utiliser l'ancien système basé sur le Coran attire également les critiques de la candidate, qui y voit « la porte ouverte aux mariages coutumiers et à une discrimination entre les femmes elles-mêmes ».

#### Lutte contre Ennahdha
Abir Moussi dénonce la proximité du parti Ennahdha avec les Frères musulmans, le qualifiant de mouvement extérieur manipulé par des pays étrangers, notamment le Qatar. En juin 2020, elle défend une résolution condamnant les ingérences étrangères dans la Libye voisine, pointant du doigt la Turquie et le Qatar, puis présente un projet de résolution visant à classer les Frères musulmans comme organisation terroriste et mouvement « hostile à l'État civil » et à poursuivre toute personne ayant collaboré avec eux. En mars 2021, elle organise un sit-in devant le siège de l'Union internationale des savants musulmans (en) (UISM) en Tunisie, qu'elle considère comme une extension des Frères musulmans, pour protester contre l'autorisation accordée à l'UISM par Ennahdha et dénoncer leur programme et le financement de campagnes électorales islamistes. Elle critique également les idées d'Ennahdha, les qualifiant d'extrémistes, rétrogrades et destructrices de l'héritage bourguibien, en particulier en ce qui concerne le statut de la femme et l'éducation. Elle dénonce par ailleurs la fragilité croissante des institutions de l'État et la crise socio-économique qui font suite à l'arrivée d'Ennahdha au pouvoir.
En janvier 2020, Moussi lance un appel aux élus du bloc moderniste au sein de l'Assemblée des représentants du peuple (ARP), les incitant à signer une pétition visant à retirer la confiance au président de l'ARP Rached Ghannouchi, par ailleurs président d'Ennahdha, et ainsi rompre avec l'influence de l'islam politique. En mars, pendant la crise du Covid-19, elle renouvelle cet appel, soulignant la gestion déficiente de Ghannouchi et les modifications controversées du règlement intérieur qu'il a fait adopter, conférant davantage de pouvoirs au président tout en réduisant le rôle des élus dans le contexte de mesures exceptionnelles liées à la pandémie. En juillet, Abir Moussi annonce son soutien, accompagné de seize signatures de son bloc, à une motion de censure présentée par des élus progressistes contre Ghannouchi. Déçue par son échec, tout comme ses homologues progressistes, elle exprime son indignation, déplorant la duplicité de certains députés qui ont empêché la destitution (18 voix ayant basculé lors du vote, empêchant d'atteindre les 109 voix nécessaires pour adopter la motion).
En tant qu'opposante au bloc islamiste, elle est aussi la cible d'attaques et de menaces sans que Ghannouchi n'inflige de sanctions,,. En mai 2020, elle est ainsi informée de menaces de mort par l'unité d'investigation dans les crimes terroristes, et attribue ces menaces à son opposition à l'islam politique et à son refus de dialoguer avec Ennahdha. En mai 2021, des instructions données par Ghannouchi et le chef du gouvernement Hichem Mechichi interdisent les gardes du corps à l'intérieur de l'ARP malgré les menaces de mort et les violences qu'elle subit.
Dans ce contexte, Jonathan Fenton-Harvey avance dans The New Arab (en) qu'il existe des preuves indiquant que les Émirats arabes unis ont établi une relation avec le parti d'Abir Moussi, en raison de son hostilité commune envers Ennahdha, le Qatar et la Turquie et de sa nostalgie du régime de Ben Ali, Robert F. Worth (en) pointant pour sa part le fait que ce pays est à la pointe du combat pour le rétablissement des régimes autoritaires dans le monde arabe. On note par ailleurs la présence de l'ambassadeur émirati en Tunisie à l'une de ses conférences de presse durant la campagne électorale de 2019. Abir Moussi apparaît par ailleurs fréquemment dans des médias émiratis et a reçu les éloges de l'ancien chef de la police de Dubaï (en). Hatem Nafti indique enfin que les médias émiratis, mais aussi saoudiens et égyptiens, couvrent largement ses interventions, Sarra Grira citant dans Orient XXI les exemples d'Al-Arabiya, d'Al-Hadath (en) et de Sky News Arabia.

### Emprisonnement
Abir Moussi est non seulement une opposante au parti islamo-conservateur, mais elle est aussi considérée comme l'ennemie numéro un du président Kaïs Saïed,. Le 3 octobre 2023, après une tentative de déposer des recours contre les décrets présidentiels pris concernant les élections locales prévues pour la fin d'année, Abir Moussi est arrêtée à l'entrée du palais présidentiel de Carthage et placée en détention provisoire,, pour divers chefs d'accusation présentés par son collectif d'avocats, dont pour les plus graves, ceux d'attentat ayant pour but de changer la forme du gouvernement, d'incitation des citoyens à s'armer les uns contre les autres, et de provocation de désordre sur le territoire tunisien, chefs d'accusation sanctionnables par la peine de mort,. Le collectif d'avocats conteste le fait que la détention n'a pas été notifiée au préalable à la section régionale de l'ordre national des avocats,. Le collectif dénonce d'autre part des allégations de falsification des procès-verbaux, le décalage apparent entre la date de l'ordre d'arrestation et celle effectivement enregistrée dans les procès-verbaux (2 au lieu du 3 octobre) suscitant des inquiétudes de sa part quant à la transparence et à l'intégrité du processus judiciaire. De plus, le refus de la police de communiquer les enregistrements vidéos liés à l'arrestation soulève selon lui des questions sur la volonté d'assurer une enquête impartiale et transparente. Enfin, les décisions répétées visant à maintenir Abir Moussi en détention et à prolonger sa garde à vue, malgré les comptes rendus d'experts, soulèvent selon le collectif des doutes sur l'équité du traitement judiciaire, ces actions semblant remettre en question la volonté d'assurer un procès équitable et impartial.
Les conditions de détention d'Abir Moussi sont également sujets de préoccupations : celle-ci dénonce une privation de soins et le non-respect de ses droits, ce qui la pousse à entamer le 28 novembre une grève de la faim pour, selon son comité de défense, « dénoncer les conditions de sa détention, protester contre sa persécution, la violation de ses droits à la liberté, à la santé, à l'activité politique et à l'appartenance intellectuelle ».
Cette affaire intervient dans un contexte où des questions se posent quant au respect des droits humains dans le pays,.
Le 5 août 2024, un tribunal condamne Abir Moussi à deux ans de prison pour avoir insulté l'Instance supérieure indépendante pour les élections. Le 22 novembre 2024, en appel, sa période de détention passe à un an et quatre mois.
Le 7 mars 2025, le groupe de travail sur la question des droits de l'homme, relevant du Conseil des droits de l'homme des Nations unies, appelle à sa libération immédiate et son indemnisation pour les préjudices subis,.

## Distinctions
- Officier de l'ordre de la République[3] ;
- Officier de l'ordre national du Mérite[67].

## Vie privée
Elle est mariée et mère de deux filles.